# 西利鎮區 (明尼蘇達州)
西利鎮區（英語：Seely Township）是位於美國明尼蘇達州法里博縣的一個行政鎮區。

## 地方資料
西利鎮區的面積為93.03平方千米，當中陸地面積為92.99平方千米，而水域面積為0.04平方千米。根據2020年美國人口普查的數據，當地共有人口164人，而人口密度為每平方千米1.76人。